# Mirafra affinis
Mirafra affinis là một loài chim trong họ Alaudidae.